# Camillo D'Alessandro
Camillo D'Alessandro (Ortona, 9 maggio 1976) è un politico italiano, eletto con il Partito Democratico alle elezioni politiche del 2018, per poi passare a Italia Viva.

## Biografia
Originario di Arielli, dove risiede, è nato a Ortona il 9 maggio 1976. Si è laureato in economia aziendale con specializzazione in Economia delle aziende e delle amministrazioni pubbliche presso l'Università degli Studi "Gabriele d'Annunzio" di Chieti-Pescara.

### Carriera politica
Militante nel Partito Popolare Italiano (1994-2002), in cui è stato il primo segretario provinciale dei giovani popolari nella provincia di Chieti, è entrato poi a far parte prima della Margherita (2002-2007) e quindi del Partito Democratico (2007-2019). È stato presidente dell'assemblea regionale del PD Abruzzo.

#### Incarichi in provincia e regione
Ha ricoperto vari incarichi a livello locale e regionale: dal 1999 al 2005 è stato consigliere provinciale di Chieti, alla prima legislatura come capogruppo del Partito Popolare Italiano, nella seconda legislatura come capogruppo della Margherita. Dal 2005 al 2018 consigliere regionale dell'Abruzzo per tre legislature consecutive e nel 2015 Sottosegretario alla presidenza della giunta regionale della giunta di Luciano D'Alfonso. In Consiglio regionale è stato alla prima legislatura presidente della commissione agricoltura, poi capogruppo della Margherita. Al secondo mandato è stato capogruppo del Partito Democratico, mentre nella terza sottosegretario alla Presidenza con delega ai trasporti e infrastrutture. Durante l'esercizio della delega ai trasporti ha dato vita alla società unica del trasporto abruzzese, la TUA, tra le più grande aziende pubbliche in Italia che operano nel trasporto pubblico locale gomma-ferro, nata dalla fusione delle società pubbliche GTM, Arpa e Sangritana.

#### Elezione alla Camera
È stato proclamato deputato per il Partito Democratico il 19 marzo 2018, a seguito delle elezioni politiche del 2018 in cui è stato candidato nel collegio plurinominale Abruzzo - 01. All'interno degli organi parlamentari, ha fatto parte della 13ª Commissione (Agricoltura) dal 2018 al 2019, della commissione di vigilanza sull'anagrafe tributaria dal 2018 al 2020, diventandone segretario dal 2019, e  da quell'anno dell'11ª Commissione (Lavoro pubblico e privato), di cui è vicepresidente dal 2020.
Con la creazione del nuovo partito di Matteo Renzi Italia Viva, di stampo liberale e centrista, è passato nel neonato gruppo parlamentare dal 19 settembre 2019, diventando coordinatore regionale del partito.
Si è candidato alle elezioni politiche del 2022 nelle liste del Terzo Polo per il Senato della Repubblica, nella collegio plurinominale Abruzzo - 01, senza essere eletto.